# Eulampio ed Eulampia
I fratelli Eulampio (Nicomedia, ... – 310) ed 
Eulampia (Nicomedia, ... – 310) sono venerati come santi cristiani, martirizzati durante il regno dell'imperatore Massimino Daia (III secolo).
Secondo la tradizione Eulampio fu arrestato dai romani durante un tentativo di comprare rifornimenti per i cristiani che si nascondevano nelle caverne nei dintorni di Nicomedia. Dopo che Eulampio venne brutalmente flagellato, sua sorella  si precipitò fuori dalla folla presente, e si gettò sul fratello. Perciò furono gettati in una caldaia ardente e ne uscirono incolumi.
Secondo la tradizione cristiana, duecento soldati, vedendo il prodigio, si convertirono al cristianesimo e subirono a loro volta il martirio.

## Culto
I santi Eulampio ed Eulampia sono venerati dalla Chiesa cattolica il 10 ottobre.
Dal Martirologio Romano: «A Nicomedia in Bitinia, nell'odierna Turchia, santi Eulampio e sua sorella Eulampia, martiri durante la persecuzione dell'imperatore Diocleziano».